# Championnat du Congo de football 1988
Navigation
Saison précédente Saison suivante
La saison 1988 du Championnat du Congo de football est la vingt-sixième édition de la première division congolaise, la MTN Ligue 1. Les douze équipes sont regroupées au sein d'une poule unique, où chaque équipe affronte tous les adversaires de sa poule deux fois, à domicile et à l'extérieur. En fin de saison, le dernier du classement est relégué tandis que l'avant-dernier doit disputer un barrage de promotion-relégation face au 2e de D2.
C’est l'Inter Club qui remporte la compétition cette saison, après avoir terminé en tête du classement final, avec trois points d'avance sur le Patronage Sainte-Anne et six sur le tenant du titre, l'Étoile du Congo. C’est le tout premier titre de champion du Congo de l’histoire du club.

## Qualifications continentales
Le champion du Congo se qualifie pour la Coupe des clubs champions africains 1989 tandis que le vainqueur de la Coupe du Congo obtient son billet pour la Coupe des Coupes 1989. Si un club réussit le doublé Coupe-championnat, c’est le finaliste de la Coupe qui participe à la Coupe des Coupes.

## Les clubs participants
| - Diables noirs de Brazzaville - Inter Club Brazzaville - Étoile du Congo - CARA Brazzaville - Kotoko Mfoa - EPB Pointe-Noire | - AC Léopards - Promu de D2 - Petrosport Pointe-Noire - AS Cheminots Pointe-Noire - Patronage Sainte-Anne - Kronembourg FC - Sucosport Nkayi |

## Compétition

### Classement
Le barème utilisé pour établir le classement est le suivant :
- Victoire : 2 points
- Match nul : 1 point
- Défaite, forfait ou abandon : 0 point

| Rang | Équipe                       | Pts | J  | G | N | P | Bp | Bc | Diff |
| ---- | ---------------------------- | --- | -- | - | - | - | -- | -- | ---- |
| 1    | Inter Club                   | 32  | 22 |   |   |   |    |    |      |
| 2    | Patronage Sainte-AnneC       | 29  | 22 |   |   |   |    |    |      |
| 3    | Étoile du CongoT             | 26  | 22 |   |   |   |    |    |      |
| 4    | CARA Brazzaville             | 25  | 22 |   |   |   |    |    |      |
| 5    | Sucosport Nkayi              | 24  | 22 |   |   |   |    |    |      |
| 6    | Diables noirs de Brazzaville | 23  | 22 |   |   |   |    |    |      |
| 7    | Kronembourg FC               | 19  | 22 |   |   |   |    |    |      |
| 8    | AS Cheminots Pointe-Noire    | 19  | 22 |   |   |   |    |    |      |
| 9    | AC LéopardsP                 | 19  | 22 |   |   |   |    |    |      |
| 10   | EPB Pointe-Noire             | 17  | 22 |   |   |   |    |    |      |
| 11   | Petrosport Pointe-Noire      | 16  | 22 |   |   |   |    |    |      |
| 12   | Kotoko Mfoa                  | 15  | 22 |   |   |   |    |    |      |

|  | Qualification pour la Coupe des clubs champions africains 1989                        |
|  | Qualification pour la Coupe des Coupes 1989                                           |
|  | Participation au barrage de promotion-relégation                                      |
|  | Relégation directe en deuxième division                                               |
|  | T : Tenant du titre C : Vainqueur de la Coupe du Congo P : Promu de deuxième division |

### Matchs

#### Barrage de promotion-relégation
| Équipe 1                | Résultat | Équipe 2               | Aller | Retour |
| ----------------------- | -------- | ---------------------- | ----- | ------ |
| Petrosport Pointe-Noire | 1e - 1   | (D2) Elecsport Bouansa | 0 - 0 | 1 - 1  |

- Petrosport Pointe-Noire se maintient en première division.

## Bilan de la saison
| Championnat du Congo de football 1988    |                        |
| Champion                                 | Inter Club (1er titre) |
| Coupes et trophées                       |                        |
| Vainqueur de la Coupe du Congo 1988      | Patronage Sainte-Anne  |
| Qualifications continentales             |                        |
| Coupe des clubs champions africains 1989 | Inter Club             |
| Coupe des Coupes 1989                    | Patronage Sainte-Anne  |
| Promotions et relégations                |                        |
| Promus en MTN Ligue 1                    | Kahounga FC            |
| Relégués en MTN Ligue 2                  | Kotoko Mfoa            |